# Villamalur

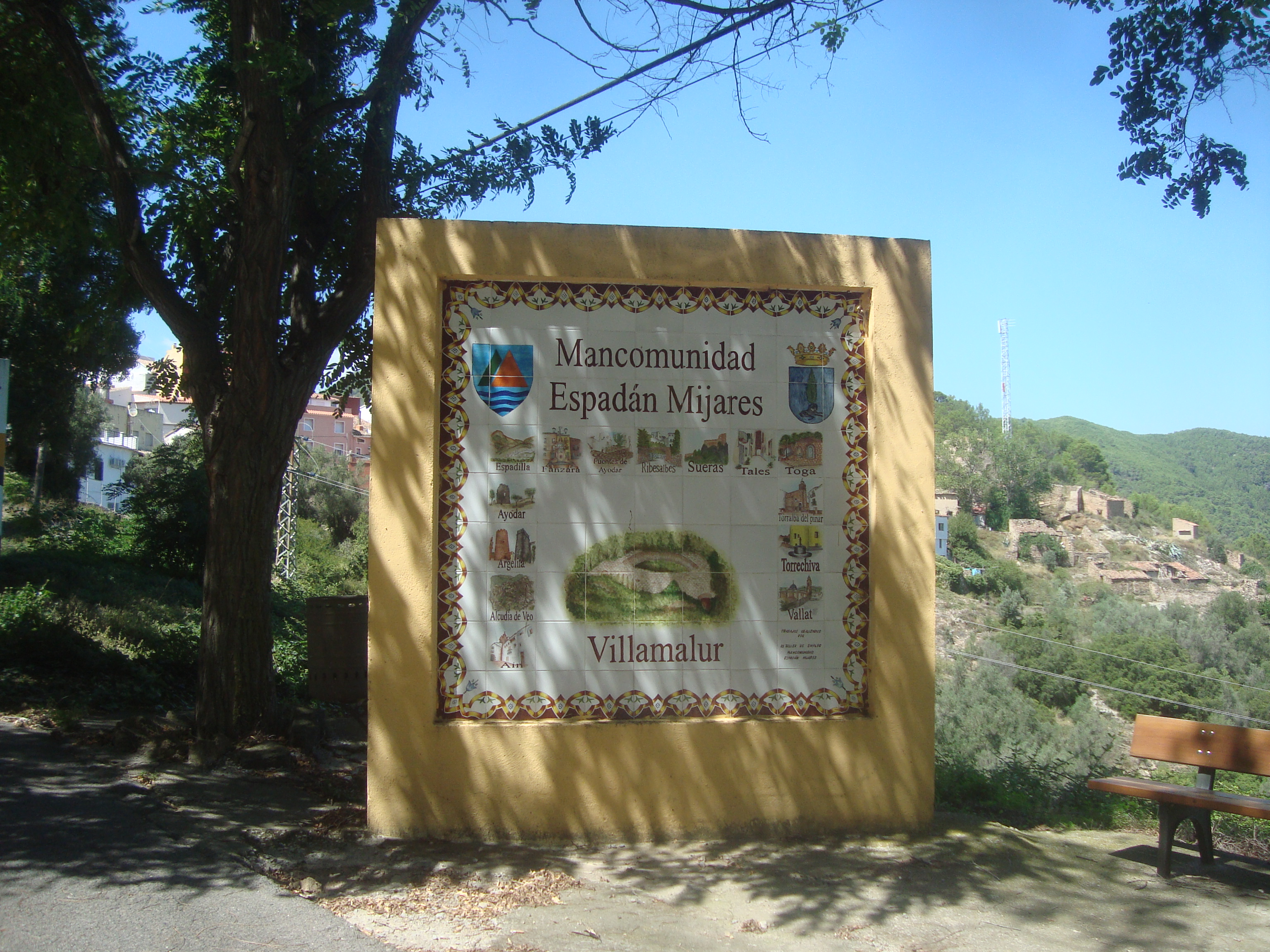
Villamalur, Mancommunauté Espadán--Mijares.

Villamalur, en castillan et officiellement (Vilamalur en valencien), est une commune d'Espagne de la province de Castellón dans la Communauté valencienne. Elle est située dans la comarque de l'Alto Mijares et dans la zone à prédominance linguistique castillane.

## Géographie

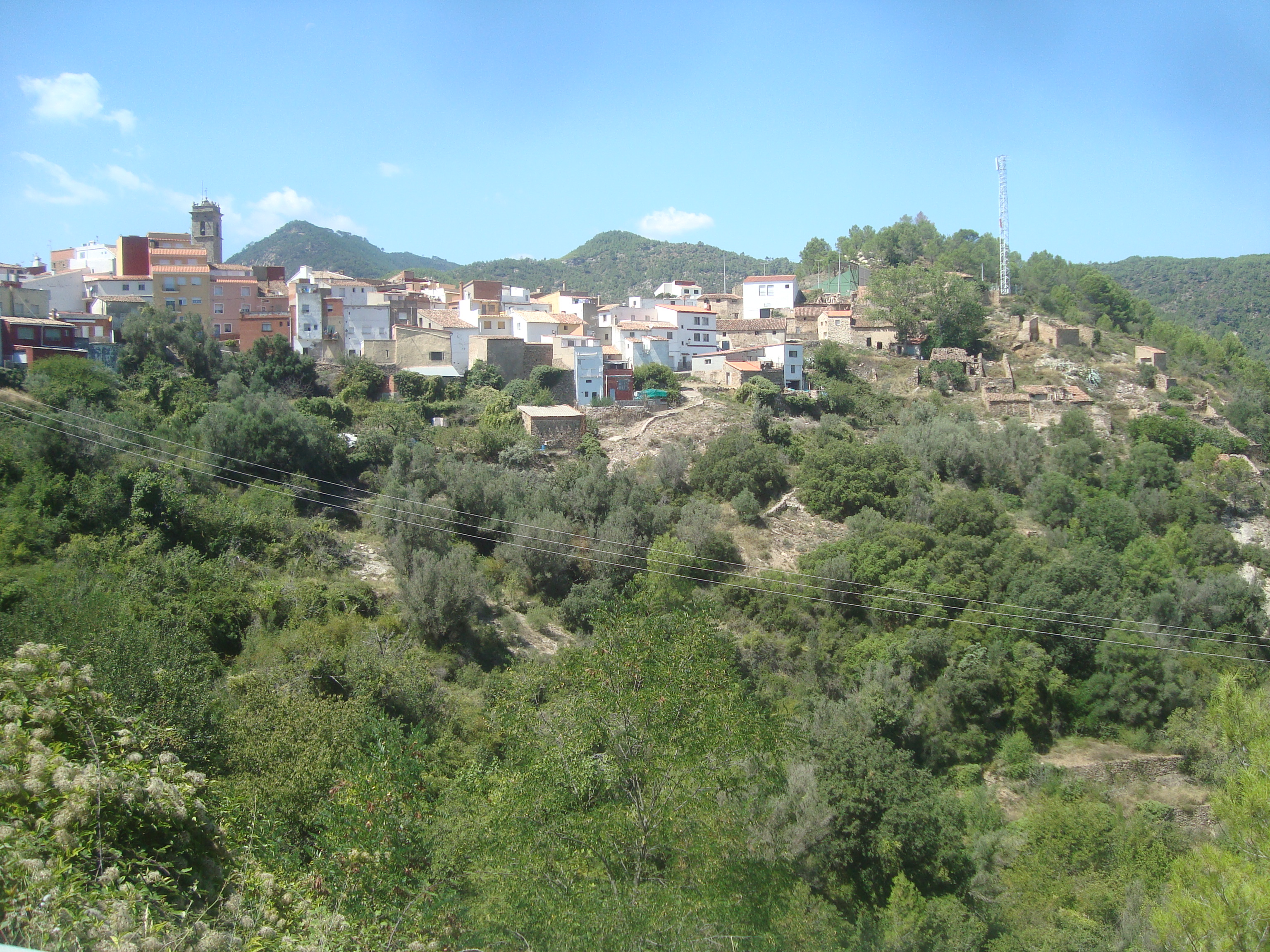
Villamalur, Alto Mijares (Castellón).

Localisation de Villamalur
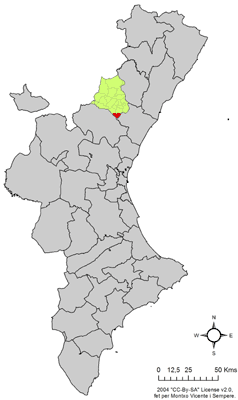
dans la Communauté valencienne.
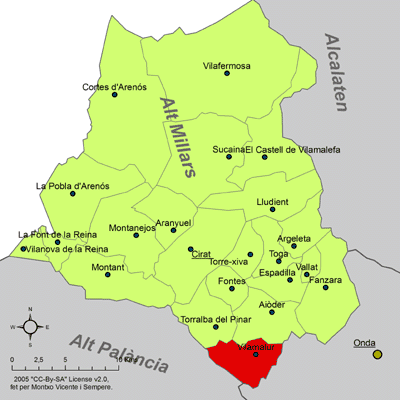
dans la comarque de l'Alto Mijares.